# Айказян, Вильям Нерсесович
Вильям Нерсесович Айказян (арм. Վիլյամ Ներսեսովիչ Հայկազյան; 1 [14] апреля 1907, Айк-Кыхзы, Западная Армения (ныне Турция) — 11 сентября 1963, Ереван, Армянская ССР, СССР) — советский режиссёр, оператор и монтажёр документального кино. Заслуженный деятель искусств Армянской ССР (1963).

## Биография
Родился Вильям Нерсесович Айказян 1 [14] апреля 1907 года в селе Айк-Кыхзы Западной Армении (ныне Турция).
В 1932-1935 годах учился во Всесоюзном государственном институте кинематографии им. С. А. Герасимова. С 1938 года работал на студии «Арменфильм» им. А. Бек-Назарова режиссёром и оператором документального кино. Член Коммунистической партии Советского Союза с 1939 года. Участвовал в Великой Отечественной войне в 1941-1945 годах. Член Союза кинематографистов СССР с 1958 года.
Ушёл из жизни 11 сентября 1963 года в возрасте 56 лет в Ереване.

## Фильмография
Поставил документальные и научно-популярные фильмы:
- Пятнадцатилетие (1936)
- За медь, молибден и алюминий (1948)
- Наука служит народу (1948)
- Виноградарство в Армении (1952)
- Похороны Католикоса Геворга VI (1954)
- Выборы Католикоса Вазгена I (1955)
- Аветик Исаакян (1956)
- Декада армянского искусства и литературы в Москве (1956)
- Армения сегодня (1957)
- Армения на Брюссельской выставке (1958)
- Гастроли ГАБТ СССР в Ереване (1958)
- Архитектура Армении (1958)
- Вручение ордена Ленина Армянской ССР (1959)
- Первый год изобилия (1959)
- Поэма об Армении (1960)
- Дочь народа (доярка Ашхен Аветисян, 1961)
- В объятиях родины (1964)

Смонтировал около 200 номеров киножурналов, выступил режиссёром 6 и 7 номеров киножурнала «Советская Армения» (1944).

## Награды
- Медаль «За отвагу» (1942)[1]
- Медаль «За оборону Кавказа» (1944)[1]
- Медаль «За победу над Германией в Великой Отечественной войне 1941-1945 гг.» (1945)[2]
- Заслуженный деятель искусств Армянской ССР (1963)[3]